# Drosophila badia
Drosophila badia är en svampart som beskrevs av Romagn. Drosophila badia ingår i släktet Drosophila och familjen Psathyrellaceae.   Inga underarter finns listade i Catalogue of Life.